# Curaçaói labdarúgó-bajnokság (első osztály)
A Curaçao League a curaçaói labdarúgó-bajnokságok legfelsőbb osztályának elnevezése. 1921-ben alapították és 10 csapat részvételével zajlik. A bajnok a bajnokok ligájában indulhat. A bajnokság tavasszal kezdődik és ősszel ér véget.

## Történelem
A bajnokságot 1921-től rendezik meg. Az 1974–75-ös szezonban a bajnokságot átnevezték Sekshon Pagára és ekkor változott a menetrend tavasz-őszire. Az 1959-es szezontól a 2009–10-es idényig a holland antilláki bajnokság győztese lett Curaçao bajnoka.

## A 2012–2013-as bajnokság résztvevői
- CRKSV Jong Colombia (Boca Samí)
- CRKSV Jong Holland (Willemstad)
- C.S.D. Barber
- RKSV Centro Dominguito
- RKVFC Sithoc (Mahuma)
- S.V. Hubentut Fortuna (Seru Fortuna)
- S.V. SUBT (Kintjan, Willemstad)
- S.V. VESTA (Willemstad)
- S.V. Victory Boys (Noord Zapateer)
- UNDEBA (Banda'bou)

## Az eddigi győztesek
Korábbi győztesek sorrendben:
| - 1921 : CVV Sparta - 1921-22 : MVC Juliana - 1922-23 : CVV Sparta - 1924-25 : CVV Sparta - 1925-26 : CRKSV Jong Holland - 1926-27 : Dutch Football Club - 1928 : CRKSV Jong Holland - 1929 : Sportclub Asiento - 1930 : Sportclub Asiento - 1931 : CVV Volharding - 1932 : CRKSV Jong Holland - 1933 : VV Transvaal - 1934-35 : Sportclub Asiento - 1935-36 : CRKSV Jong Holland - 1936-37 : SV Racing Club Curaçao - 1937-38 : CRKSV Jong Holland - 1938-39 : S.V. SUBT - 1939-40 : CRKSV Jong Holland - 1940-42 : S.V. SUBT - 1942-43 : Sportclub Independiente - 1943-44 : CRKSV Jong Holland - 1944-46 : S.V. SUBT | - 1946-47 : S.V. SUBT - 1947-48 : S.V. SUBT - 1948-49 : not held - 1949-50 : CRKSV Jong Holland - 1950 : S.V. SUBT - 1951 : S.V. SUBT - 1952 : CRKSV Jong Holland - 1953-54 : S.V. SUBT - 1954-55 : S.V. SUBT - 1955-56 : S.V. SUBT - 1956 : S.V. SUBT - 1957 : elmaradt - 1958-59 : S.V. SUBT - 1959-60 : CRKSV Jong Holland - 1960-61 : RKVFC Sithoc (Mahuma) - 1961-62 : RKVFC Sithoc (Mahuma) - 1962-63 : Veendam - 1963-64 : CRKSV Jong Colombia (Boca Samí) - 1964-65 : Scherpenheuvel - 1965-66 : CRKSV Jong Colombia (Boca Samí) - 1966-67 : CRKSV Jong Colombia (Boca Samí) - 1967-68 : CRKSV Jong Colombia (Boca Samí) | - 1968-69 : Scherpenheuvel - 1969-70 : CRKSV Jong Colombia (Boca Samí) - 1970-71 : elmaradt - 1971-72 : S.V. SUBT - 1973 : CRKSV Jong Colombia (Boca Samí) - 1974-75 : CRKSV Jong Colombia (Boca Samí) - 1975-76 : S.V. SUBT - 1976-77 : CRKSV Jong Holland - 1977-78 : S.V. SUBT - 1978-79 : CRKSV Jong Colombia (Boca Samí) - 1979-80 : S.V. SUBT - 1980 : S.V. SUBT - 1981 : CRKSV Jong Holland - 1982 : S.V. SUBT - 1983 : S.V. SUBT - 1984 : S.V. SUBT - 1985 : S.V. SUBT - 1986 : RKVFC Sithoc (Mahuma) - 1987 : RKSVC Dominguito - 1988 : CRKSV Jong Colombia (Boca Samí) | - 1989 : RKVFC Sithoc (Mahuma) - 1990-91 : RKVFC Sithoc (Mahuma) - 1991 : RKVFC Sithoc (Mahuma) - 1992 : RKVFC Sithoc (Mahuma) - 1993 : RKVFC Sithoc (Mahuma) - 1994 : CRKSV Jong Colombia (Boca Samí) - 1995-96 : RKVFC Sithoc (Mahuma) - 1996 : UNDEBA - 1997 : UNDEBA - 1998-99 : CRKSV Jong Holland - 2000 : CRKSV Jong Colombia (Boca Samí) - 2001-02 : C.S.D. Barber - 2002-03 : C.S.D. Barber - 2003-04 : C.S.D. Barber - 2004-05 : C.S.D. Barber - 2005-06 : UNDEBA - 2006-07 : C.S.D. Barber - 2007-08 : UNDEBA - 2009 : S.V. Hubentut Fortuna - 2009-10 : S.V. Hubentut Fortuna - 2010-11 : S.V. Hubentut Fortuna - 2011-12 : RKSV Centro Dominguito |

## Bajnoki címek eloszlása
| Klub                    | Város                  | Bajnoki címek száma | Utolsó |
| ----------------------- | ---------------------- | ------------------- | ------ |
| S.V. SUBT               | Willemstad (Curaçao)   | 21                  | 1985   |
| CRKSV Jong Holland      | Willemstad (Curaçao)   | 12                  | 1998   |
| CRKSV Jong Colombia     | Boka Sami (Curaçao)    | 11                  | 2000   |
| RKVFC Sithoc            | Willemstad (Curaçao)   | 9                   | 1995   |
| C.S.D. Barber           | Barber (Curaçao)       | 5                   | 2006   |
| UNDEBA                  | Banda Abou (Curaçao)   | 4                   | 2005   |
| S.V. Hubentut Fortuna   | Seru Fortuna (Curaçao) | 3                   | 2010   |
| CVV Sparta              | Willemstad (Curaçao)   | 3                   | 1925   |
| Sportclub Asiento       | Willemstad (Curaçao)   | 3                   | 1934   |
| RKSV Scherpenheuvel     | Skerpene (Curaçao)     | 2                   | 1968   |
| RKSV Centro Dominguito  | Willemstad (Curaçao)   | 2                   | 2011   |
| MVC Juliana             | Willemstad (Curaçao)   | 1                   | 1921   |
| Dutch Football Club     | Willemstad (Curaçao)   | 1                   | 1927   |
| CVV Volharding          | Willemstad (Curaçao)   | 1                   | 1931   |
| SV Transvaal            | Paramaribo (Suriname)  | 1                   | 1933   |
| Sportclub Independiente | Willemstad (Curaçao)   | 1                   | 1942   |
| SV Racing Club Curaçao  | Willemstad (Curaçao)   | 1                   | 1936   |
| Veendam                 | Willemstad (Curaçao)   | 1                   | 1962   |